# Pâté en croûte

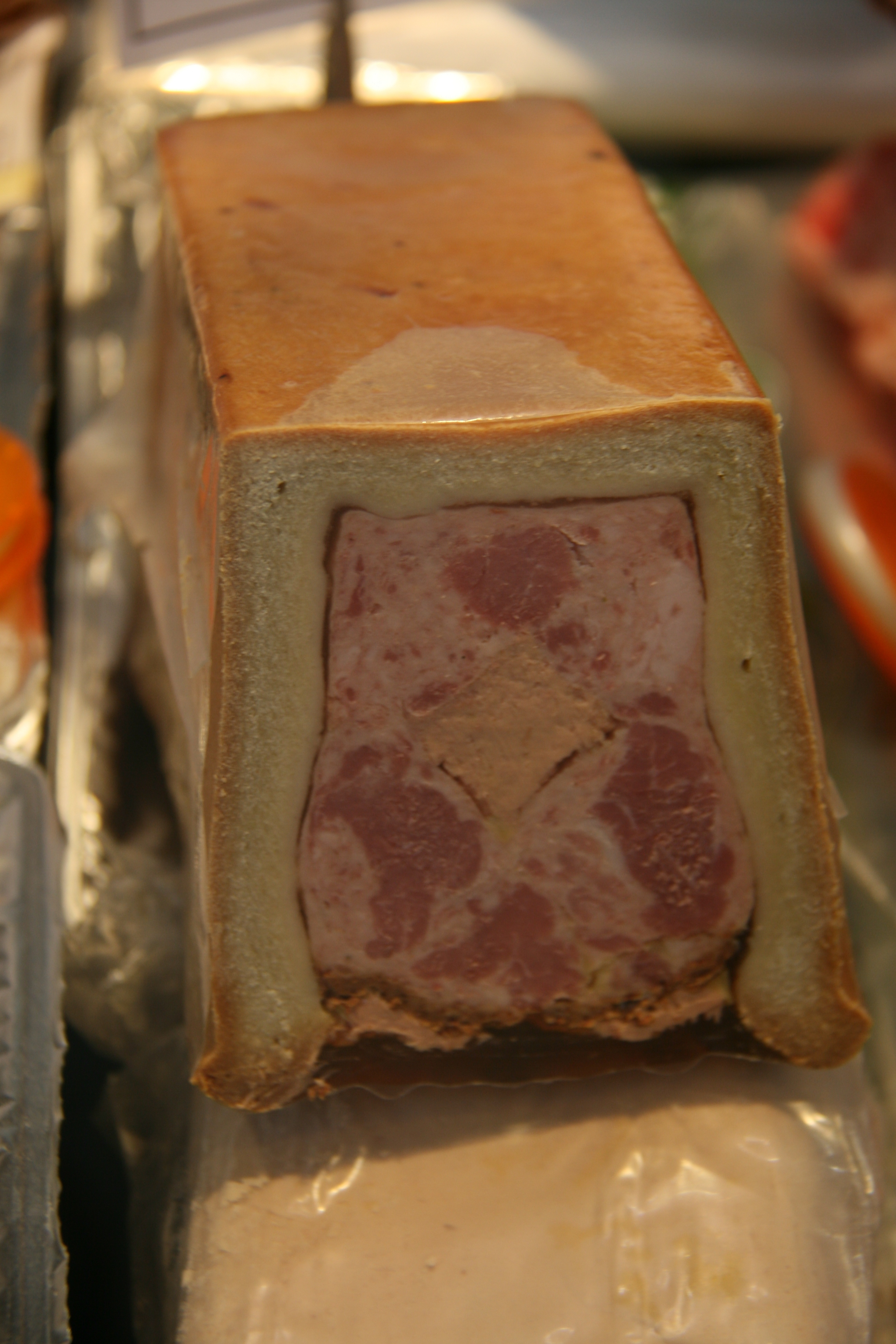
Pâté en croûte.

El pâté en croûte (en francés ‘paté en corteza’) es un paté horneado en hojaldre y pasta brisa. En general, se cocina como la terrina.

## Características
Hay muchas variantes regionales que se diferencian principalmente por el tipo de paté del interior, generalmente hecho de ternera y cerdo, como numerosas alternativas, incluyendo la de pollo. Suele servirse como aperitivo, con diversos acompañamientos, notablemente los pepinillos.